# Albert Ballin
Vista da sepultura.

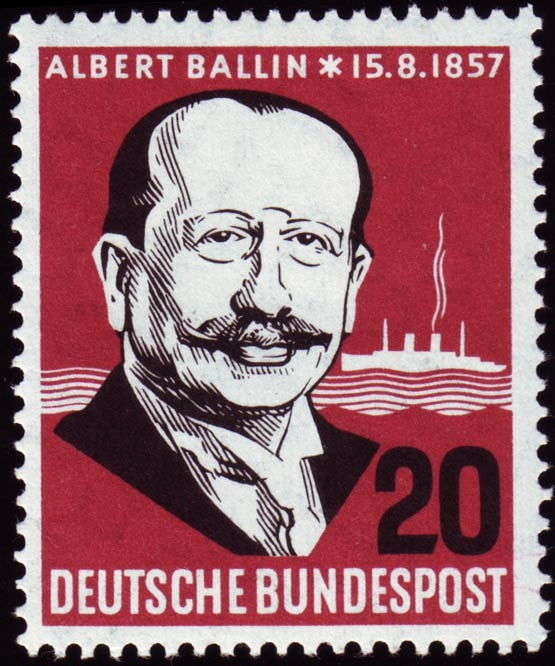
Albert Ballin

Albert Ballin (1857 - 1918) foi um empresário e armador alemão. Sob sua administração a companhia navegadora transoceânica Hamburg-Amerika Linie foi transformada na mais importante empresa do setor.